# 鹰击91反舰导弹
鹰击91反舰导弹（YJ-91）是前苏联/俄罗斯研发制造的Kh-31P空射型导弹的中国仿制改进型，有反雷达和反舰模式。由中航工业江西洪都航空工业研发。是中国第一种高速反辐射/反舰导弹。
鹰击-91导弹明显的优点是威力大、高速、射程远，能有效地攻击使用相控阵制导雷达的大型水面舰艇；缺点是重量和体积过大使得飞机挂载数量和机动性受到影响。

## 概貌

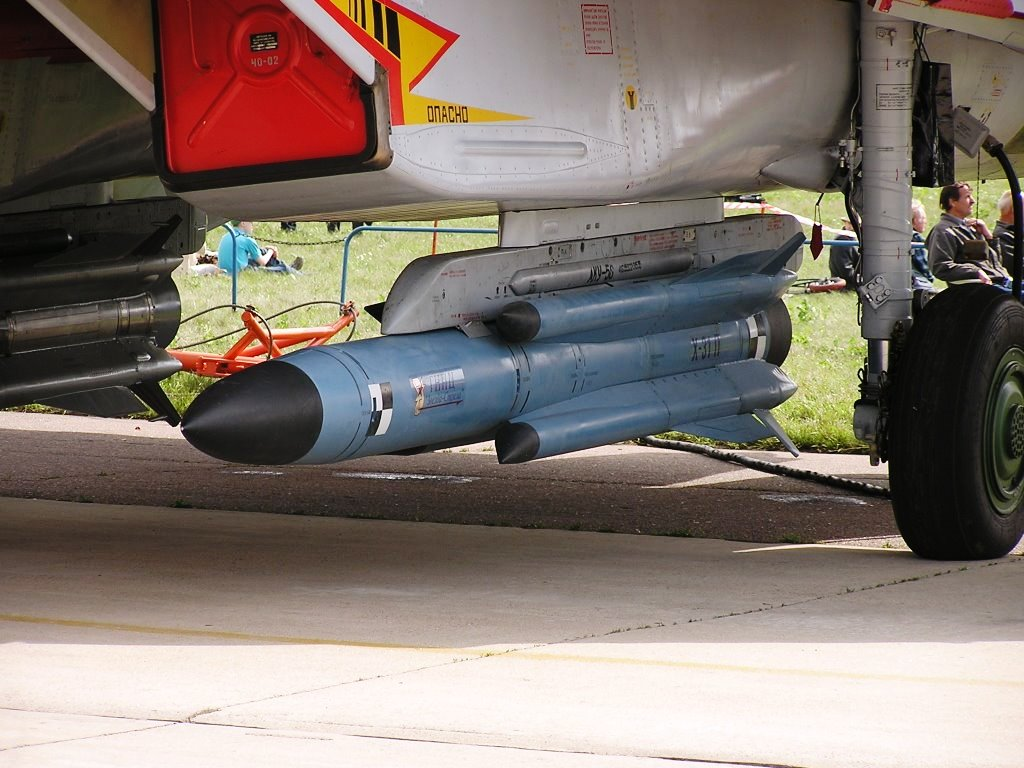
Kh-31P (Х-31П)

20世纪90年代，俄罗斯向中国出口数量不详的Kh-31P高速反辐射导弹，此后中国引进技术许可生产这种导弹。中国在引进后对这种俄制导弹的检测雷达辐射波并引导导弹飞向雷达目标的引导头并不满意，在国产化过程中并未简单的仿制Kh-31P导弹，而是结合中国自身在电子技术方面的成果改进Kh-31P导弹，从Kh-31P发展而来命名为“鹰击-91”。该导弹2002年曝光。
從外观來看，鹰击-91导弹弹体外形与Kh-31导弹很相似。因前苏联研发Kh-31导弹当时电子技术落后，电路大部分为电子管结构，Kh-31P配备3种分别覆盖不同频段的导引头，作战时需要针对不同工作频率的雷达临时换装不同导引头，作战灵活性较差。鹰击-91相对Kh-31P的改进内容包括更换宽频谱导引头，使用集成电路化的单一导引头代替三种不同的导引头，不需要像Kh-31P那样要根据作战需求更换不同的导引头，可覆盖90%的防空雷达 ，提高了作战灵活性。新型导引头因是集成电路结构，比Kh-31P的反辐射导引头体积更小，相应的动力舱长度有所增加，意味着带更多燃料，有利于提高导弹射程。鹰击-91反辐射导弹还有配套的指令吊舱。另与Kh-31导弹系列一样，鹰击-91导弹也有反舰型产品，反舰型是中国自行研发的，中国没有订购反舰型号Kh-31A。

## 外部連結
- 中国鹰击91型反辐射导弹（页面存档备份，存于）
- 美刊：中国为KH-31P导弹更换国产零件 精度大增 （页面存档备份，存于）
- 鹰击-91(YJ-91/C-901) （页面存档备份，存于）